# Monilínia
Monilínia é um género de fungos da família Sclerotiniaceae.
Os fungos da Monilínia são patógenos das Rosaceae e Ericaceae que podem causar grande dano às plantações. Este género pode dividir-se em duas secções com base na posse de disjuntores - pequenas estruturas nos fungos maduros que facilitam a dispersão de esporos. Existem cerca de trinta espécies catalogadas deste género. A maioria dos estudos sobre fungos concentra-se nos efeitos patogénicos destes em maçãs, peras e outros frutos. As doenças que causam incluem podridão castanha e a moléstia da baga seca.
No Japão, algumas das espécies têm usos farmacológicos.

## Espécies
A Global Biodiversity Information Facility lista:
1. Monilinia alpina L.R.Batra
2. Monilinia amelanchieris (J.M.Reade) Honey
3. Monilinia ariae (Schellenb.) Whetzel
4. Monilinia aroniae Honey
5. Monilinia aucupariae (F.Ludw.) Whetzel
6. Monilinia azaleae Honey
7. Monilinia baccarum (J.Schröt.) Whetzel
8. Monilinia cassiopes (Rostr.) L.Holm
9. Monilinia corni (J.M.Reade) Honey
10. Monilinia cydoniae (Schellenb.) Whetzel
11. Monilinia demissa (B.F.Dana) Honey
12. Monilinia emarginata Honey
13. Monilinia empetri (Lagerh.) B.Erikss.
14. Monilinia fructicola (G.Winter) Honey
15. Monilinia fructigena (Pers.) Honey
16. Monilinia gaylussaciae L.R.Batra
17. Monilinia gregaria (B.F.Dana) Honey
18. Monilinia jezoensis Yuk.Takah., T.Sano & Y.Harada
19. Monilinia johnsonii (Ellis & Everh.) Honey
20. Monilinia kusanoi (Henn. ex Takah.) W.Yamam.
21. Monilinia laxa (Aderh. & Ruhland) Honey
22. Monilinia ledi (Navashin) Whetzel
23. Monilinia linhartiana (Prill. & Delacr.) Dennis
24. Monilinia linhartiana (Prill. & Delacr.) N.F.Buchw.
25. Monilinia magalospora (Woronin) Whetzel
26. Monilinia mali (Takah.) Whetzel
27. Monilinia megalospora (Woronin) Whetzel
28. Monilinia mespili Whetzel
29. Monilinia mume (Hara) W.Yamam.
30. Monilinia mumeicola (Y.Harada, Y.Sasaki & T.Sano) Sand.-Den. & Crous
31. Monilinia olympia L.R.Batra
32. Monilinia oxycocci (Woronin) Honey
33. Monilinia padi (Woronin) Honey
34. Monilinia polycodii (J.M.Reade) Honey
35. Monilinia polystroma (G.Leeuwen) L.M.Kohn
36. Monilinia seaveri (Rehm) Honey
37. Monilinia ssiori Y.Harada, M.Sasaki & T.Sano
38. Monilinia urnula (Weinm.) Whetzel
39. Monilinia vaccinii-corymbosi (J.M.Reade) Honey

- Note: Monilinia rubi has also been placed as Rhizoctonia rubi